# 14e cérémonie des American Film Institute Awards
La 14e cérémonie des American Film Institute Awards (AFI Awards), décernés par l'American Film Institute, a eu lieu le 9 décembre 2013, et a récompensé les meilleurs films et séries télévisées diffusées dans l'année,.

## Palmarès

### Cinéma
- American Bluff (American Hustle)
- Capitaine Phillips (Captain Phillips)
- Dans l'ombre de Mary (Saving Mr. Banks)
- Fruitvale Station
- Gravity
- Her
- Inside Llewyn Davis
- Le Loup de Wall Street (The Wolf of Wall Street)
- Nebraska
- Twelve Years a Slave

### Télévision
- The Americans
- Breaking Bad
- Game of Thrones
- The Good Wife
- House of Cards
- Mad Men
- Masters of Sex
- Orange Is the New Black
- Scandal
- Veep